# Steven Pruitt
Steven Pruitt (San Antonio, 17. travnja 1984.) američki je wikipedijski suradnik s preko šest milijuna doprinosa na wikipediji na engleskome jeziku. Stvorio je preko 33 000 članaka. Američki časopis Time uvrstio ga je 2017. među 25 najutjecajnijih ljudi na internetu.